# Szabó Ferenc (cselgáncsozó)
Szabó Ferenc (Pécs, 1948. szeptember 18. – ?, 2025. március 26.) Európa-bajnoki ezüstérmes magyar cselgáncsozó.
A Budapesti Spartacus, majd az Újpesti Dózsa 63, majd 65 kg-os versenyzője volt.
Az 1968-as junior EB-n ezüstérmet szerzett, ez volt az első magyar érem az utánpótlás-világversenyekről.
Az Európa-bajnokságokon 1969-ben ötödik, 1971-ben bronzérmes, 1973-ban szintén az ötödik, 1977-ben a második helyet szerezte meg.
Részt vett 1971-ben a ludwigshafeni világbajnokságon, majd az első magyar olimpiai szereplés idején, 1972-ben Münchenben a hetedik lett.
Magyar bajnok volt 1968, 1970, 1971 és 1975-ben. Magyarországon három alkalommal is (1968, 1971 és 1977) az év cselgáncsozójának választották.
A hetedik danos dzsúdómester az Egerági Üstökös SE és a Varga Cseppek SE színeiben gyerekek százaival ismertette meg a sportágat. Hét gyermeke közül többen is kötődnek a dzsúdóhoz, közülük Szabó Franciska U23-as Európa-bajnoki címet szerzett, Szabó Katinka az U23-as, a junior és az ifjúsági Európa-bajnokságon is nyert egy-egy bronzérmet, Szabó Frigyes pedig csapatban Európa-bajnoki harmadik helyezett és Grand Prix-bronzérmes lett pályafutása során.